# عبد العزيز بن قبلان السراني
عبد العزيز قبلان السراني (1959) أكاديمي سعودي، شغل منصب رئيس جامعة طيبة من 31 أكتوبر 2016م إلى 18 سبتمبر 2023م. كما عين عضواً في مجلس الشورى السعودي في يناير 2013م.

## المؤهلات العلمية
- الدكتوراه في كلية العلوم من جامعة شفيلد ببريطانيا عام 1410 / 1411هـ.[2]
- ماجستير -كلية التربية- من جامعة الملك عبدالعزيز بالمدينة المنورة، 1406 / 1405هـ.[2]
- بكالوريوس من كلية التربية من جامعة الملك عبدالعزيز بالمدينة المنورة 1401 / 1400هـ.[2]

## عن حياته
ولد في عام 1379 هـ المواقق 1959 م ولقد تولى عدة مناصب في جامعة طيبة بالمدينة المنورة، وعضو لعدة لجان في جامعة طيبة وغيرها من الجهات الأخرى، كما عُيِّن عضوًا في مجلس الشورى عام 1434 هـ ويعد من القيادة السابقة في جامعة طيبة ومستشارًا لبعض الجهات الحكومية بالمدينة المنورة منها أمانة منطقة المدينة المنورة، وعضوًا في المجلس البلدي بالمدينة المنورة، كما ترأس عدة وفود خارج السعودية.

## مدير لجامعة طيبة
أصدر خادم الحرمين الشريفين الملك سلمان بن عبد العزيز أمراً ملكياً في يوم 31 أكتوبر 2016 يقضي بتعينه مديراً لجامعة طيبة.